# Аван-ле-Рамрю
Ава́н-ле-Рамрю́ (фр. Avant-lès-Ramerupt) — коммуна во Франции, находится в регионе Шампань — Арденны. Департамент — Об. Входит в состав кантона Рамрю. Округ коммуны — Труа.
Код INSEE коммуны — 10021.
Коммуна расположена приблизительно в 150 км к востоку от Парижа, в 60 км южнее Шалон-ан-Шампани, в 24 км к северо-востоку от Труа.

## Население
Население коммуны на 2020 год составляло 156 человек.
| 1962 | 1968 | 1975 | 1982 | 1990 | 1999 | 2008 | 2020 |
| ---- | ---- | ---- | ---- | ---- | ---- | ---- | ---- |
| 164  | 166  | 162  | 160  | 156  | 166  | 147  | 156  |

## Экономика
В 2007 году среди 95 человек в трудоспособном возрасте (15—64 лет) 77 были экономически активными, 18 — неактивными (показатель активности — 81,1 %, в 1999 году было 69,0 %). Из 77 активных работали 71 человек (41 мужчина и 30 женщин), безработных было 6 (5 мужчин и 1 женщина). Среди 18 неактивных 5 человек были учениками или студентами, 4 — пенсионерами, 9 были неактивными по другим причинам.

## Достопримечательности
- Церковь Сен-Дени (XII век). Трансепт, неф и боковые нефы были построены в XVI веке, колокольня датируется примерно 1200 годом. Памятник истории с 1984 года[3].

## Фотогалерея
- Скульптура в нише
- Памятник погибшим в Первой мировой войне
- Карта коммуны